# Amphicteis trichophora
Amphicteis trichophora är en ringmaskart som beskrevs av Hartman 1965. Amphicteis trichophora ingår i släktet Amphicteis och familjen Ampharetidae. Inga underarter finns listade i Catalogue of Life.